# Писаживка
Писаживка (пол. Pisarzówka (potok)) — річка в Польщі, у Бельському повіті Сілезького воєводства. Ліва притока Соли, (басейн Балтійського моря).

## Опис
Довжина річки 16,56 км, найкоротша відстань між витоком і гирлом — 10,82 км, коефіцієнт звивистості річки — 1,53 . Формується притоками, багатьма безіменними струмками, загатами та частково каналізована.

## Розташування
Бере початок на південно-західних схилах гори Гроничек (833 м) на висоті 500 м у селі Кози. Спочатку тече переважно на північний захід, потім на північний схід через Пісажовіце і на східній околиці міста Вілямовіце впадає у річку Солу, праву притоку Вісли.
Населені пункти вздовж берегової смуги: Бєльсько-Бяла, Нечнаровіце.

## Притоки
- Коживка, Червонка (праві); Слониця (ліва).

## Цікаві факти
- Річка протікає у Бескидах Малих.
- У селі Кози річку перетинає автошлях № 52 (Бєльсько-Бяла — Кальварія-Зебжидовська).

## Галерея

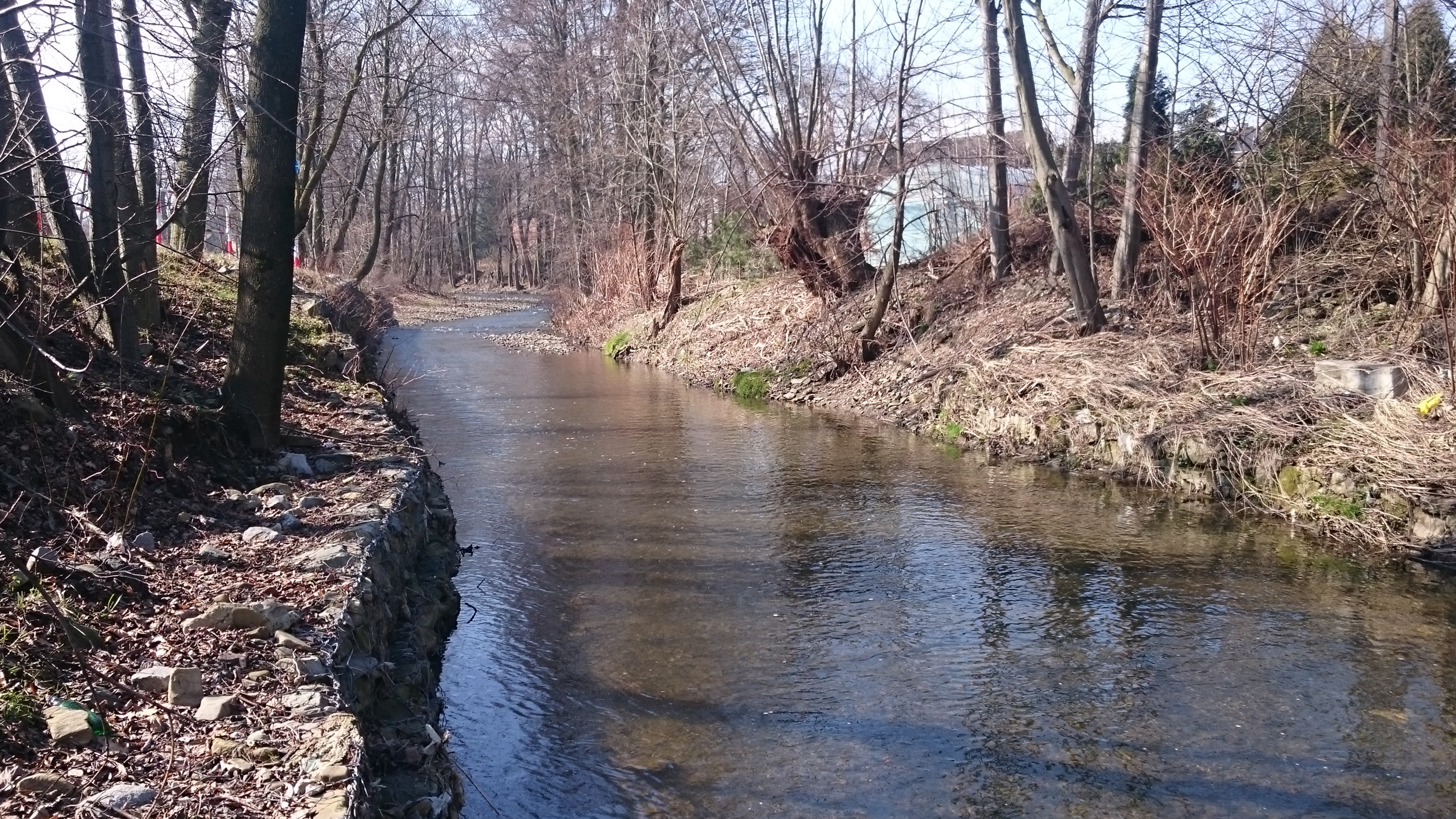
Річка Писаживка у селі Пісажовіце